# Mythica – Der Totenbeschwörer
Mythica – Der Totenbeschwörer (Originaltitel Mythica: The Necromancer) ist ein US-amerikanischer Fantasy-Abenteuerfilm aus dem Jahr 2015 von A. Todd Smith, der auch für den Filmschnitt verantwortlich war. Das Drehbuch verfassten Jason Faller, Liska Ostojic und Justin Partridge. Der Film ist der dritte Teil der Mythica-Filmreihe.

## Handlung
Nach ihren Erfolgen in ihren bisherigen Abenteuern wurde sie nun von Gojun Pye als Schülerin angenommen. Er lehrt sie, fortgeschrittene Magie einzusetzen. Als Anerkennung ihrer Fortschritte erhält sie von ihm einen Zauberstab. Gemeinsam schaffen sie es, eine Horde Orks aufzuhalten, die ihnen eine Falle gestellt haben. Trotz ihrer positiven Entwicklung warnt Gojun Pye sie allerdings davor, dass ihre nekromantischen Kräfte sie in die Dunkelheit führen könnten. Gerade vor ihrem Einsatz des Lebenskraftentzuges warnt er sie. Er erzählt ihr etwas aus seiner Vergangenheit und spricht von seinen damaligen Kameraden, die ebenfalls Zauberer waren, und dem Kampf gegen Szorlok. Seine Gruppierung wurde „die Roten Dornen“ genannt. Gemeinsam wurden sie sehr mächtig und galten als unbesiegbar.
Dies schürte Neid innerhalb des Reiches und auch Szorlok wollte Anerkennung, indem er sich einer feindlichen Armee alleine stellte. Um seine Macht zu vergrößern, wollte er zum Lichkönig werden und dadurch in der Lage sein, Horden von Untoten zu kontrollieren. Allerdings konnten „die Roten Dornen“ seine bösen Machenschaften beenden, lösten sich daraufhin aber auf, da eines ihrer Mitglieder verstarb. In der Folge war die Invasion der sogenannten vitalischen Soldaten erfolgreich. Szorlok verfolgt weiterhin sein Ziel, zum Lichkönig zu werden. Dafür braucht er neben den vier Teilen der Dunkelspore weitere Nekromanten, darunter auch Marek. Sie muss sich daher bedeckt halten, um nicht von Szorlok entdeckt zu werden. Gojun Pye erinnert Marek daran, dass Szorlok bereits zwei Teile der Dunkelspore besitzt.
Inzwischen genießen Marek und ihre Gruppe bestehend aus dem Krieger Thane, dem Schurken Dagen und der Priesterin Teela in der Taverne des Zwerges Hammerheads Respekt. Sie nennen sich nun „Rotdornen“. Thane und Teela entwickeln derweil mehr Gefühle als nur Freundschaft und Kameradschaft füreinander. Der grausame Meister der Diebesgilde, Peregus Malister, schafft es, ihn zu entführen. Dadurch will er Rache an Marek üben. Da sie offiziell immer noch eine Sklavin ist, verlangt er, dass sie die Substanz Ilystrium von einem Mann, der sich selbst „Aal“ nennt, besorgt. Dessen Aufenthaltsort kennt nur ein gewisser Captain Purio. Gemeinsam mit Mallister und Betylla begeben sie sich auf die Reise. Captain Purio gibt preis, dass es sich beim Aal um Kelton handelt. Auf ihrem Weg müssen sie gegen Kreaturen wie Gooches, Golgotianern sowie Höhlendämonen kämpfen.

## Hintergrund
Über die Internetseite Kickstarter wurde Geld gesammelt, um den Film finanzieren zu können. Die Filmproduktionen fanden im US-Bundesstaat Utah statt. Vom US-Bundesstaat Utah wurde die Filmreihe mit 278.000 $ finanziert.
In den USA erschien der Film am 11. Dezember 2015. Am 16. September 2016 erschien der Film im deutschen Videoverleih. Seine deutsche Free-TV-Premiere feierte der Film am 13. März 2017 auf Tele 5.

## Rezeption
„Auch wenn das B-Movie an Aufwand nicht mit Genrevorbildern wie ‚Herr der Ringe‘ wetteifern kann, bietet es dank gut konturierter Figuren, der stringenten Handlung und seiner sorgfältigen Ausstattung eine recht unterhaltsamen eskapistischen Abenteuerstoff.“

Auf yakovmerkin ist man der Meinung, dass es sich um den besten Teil der Reihe handelt. Das „Schauspiel, insbesondere das der Hauptdarsteller“, wird als „ausgezeichnet“ bezeichnet, die CGI-Effekte seien „in Ordnung“.
Im Popcornmeter, der Zuschauerwertung auf Rotten Tomatoes, hat der Film bei mehr als 50 Abstimmungen eine Wertung von 49 %. In der Internet Movie Database hat der Film bei über 2600 Stimmabgaben eine Wertung von 5,3 von 10,0 möglichen Sternen (Stand: Mai 2025).

## Fortsetzungen
2016 erschienen die Fortsetzungen Mythica: The Iron Crown und Mythica: The Dragon Slayer. Der sechste Teil Mythica: Stormbound wurde 2023 veröffentlicht.   